# Zwei im siebenten Himmel (Film)
Zwei im siebenten Himmel (im Vorspann Zwei im 7. Himmel) ist eine deutsche Filmkomödie von Siggi Götz aus dem Jahr 1974 mit den Schlagersängern Bernd Clüver und Peter Orloff in den Hauptrollen.

## Handlung
Alexander Graf, ein etwas einfältig wirkender Typ mit dunklem Haar, arbeitet als Angestellter bei einem Münchner Reisebüro. Eines Tages wird er damit beauftragt, nach Salzburg zu fahren, um das berühmte Ellert-Trio, das aus Rio de Janeiro in die Festspielstadt eingeflogen wurde, zu betreuen. Seine Freunde Bernd, Peter und Marcello, der wuschelmähnige Italiener in der Runde, begleiten ihn auf diesen Trip. Die brasilianische Klassik-Musikcombo kann aber überhaupt nicht in Salzburg erscheinen, da Alexander, der bayerische Depp, vergessen hat, ihnen die Flugtickets zukommen zu lassen. Nun ist er in höchster Not, denn wenn sein Chef von diesem Fauxpas erfährt, schmeißt dieser ihn hochkantig raus.
Doch Alexander hat mehr Glück als Verstand, denn der Zufall kommt ihm zu Hilfe. Ein Reporter glaubt, in Peter, Bernd und Marcello ebendieses in der Mozartstadt erwartete Ellert-Trio vor sich zu haben und sorgt dafür, dass die drei am folgenden Tag in der örtlichen Zeitung abgelichtet erscheinen. Um Alexanders Job zu sichern, lassen sich die drei Männer darauf ein, diese Farce mitzuspielen und fortan als Musiker aufzutreten. Doch damit beginnen die Probleme erst, denn Bernd, Peter und Marcello müssen vor einer Musikkommission erst einmal ihr Können unter Beweis stellen. Während man Nachhilfe in klassischer Musik nimmt, begegnen Peter und Bernd auch die Liebe in Gestalt der reizenden Eva und Birgit. Marcello wiederum versucht, das Herz der hübschen Blondine Wilma zu erobern.

## Produktionsnotizen
Der Film wurde Mitte 1974 vor Ort in Salzburg gedreht und erlebte seine Uraufführung am 5. September 1974. Der Versuch von Produzent Karl Spiehs, damit an seine erfolgreichen Schlagerfilme mit Roy Black und Chris Roberts anzuschließen, misslang. Damit endete zugleich die Welle von Schlagerfilmen der 1960er und frühen 1970er Jahre.
Erich Tomek war Produktionsleiter, Otto W. Retzer übernahm die Aufnahmeleitung. Die Ausstattung besorgte Robert Fabiankovich.
Orloff und Clüver, der bei den Dreharbeiten seine spätere Ehefrau Ute Kittelberger kennenlernte, singen auch das Titellied Zwei im siebenten Himmel.

## Kritiken
Das Lexikon des Internationalen Films nannte Zwei im siebenten Himmel eine „Klamaukunterhaltung mit Schnulzeneinlagen.“
Filmecho/Filmwoche fand, der junge Regisseur Siggi Götz habe „die treuherzige Love-Story mit bemerkenswerter Routine handwerklich glatt und flink inszeniert. Clüver und Kittelberger sind ein zwar blasses, doch sicherlich sympathisches Liebespaar.“

## Lieder
- Bernd Clüver: Der Junge mit der Mundharmonika
- Bernd Clüver: Geben ist das Schönste im Leben
- Bernd Clüver: Das Tor zum Garten der Träume
- Bernd Clüver: Der kleine Prinz
- Peter Orloff: Folg Deinem Stern
- Peter Orloff und Bernd Clüver: You can dance
- Peter Orloff und Bernd Clüver: Zwei im siebenten Himmel